# Dejan Kos
Dejan Kos (* 1. Mai 1990) ist ein ehemaliger slowenischer Fußball- und Futsalspieler.

## Karriere
Kos begann seine Karriere beim NK Celje. Zur Saison 2009/10 wechselte er zum Zweitligisten ND Dravinja. Für Dravinja spielte er in seiner ersten Saison 14 Mal in der 2. SNL. In der Saison 2010/11 kam er zweimal zum Einsatz. Zur Saison 2011/12 schloss er sich dem Drittligisten NK Kovinar Štore an. Im Januar 2012 kehrte er nach Celje zurück. Dort gab er im März 2012 gegen den NK Triglav Kranj sein Debüt in der 1. SNL. Bis zum Ende der Spielzeit absolvierte er sechs Partien in der höchsten slowenischen Spielklasse. Zur Saison 2012/13 wechselte er ein zweites Mal zu Kovinar Štore.
Zur Saison 2014/15 wechselte Kos nach Österreich zum fünftklassigen SV Fohnsdorf. In zwei Spielzeiten in Fohnsdorf kam der Mittelfeldspieler zu 47 Einsätzen in der Oberliga. Zur Saison 2016/17 schloss er sich dem siebtklassigen TuS St. Veit/Vogau an. Mit St. Veit stieg er 2018 in die Unterliga auf. In drei Jahren beim Verein kam er zu insgesamt 68 Einsätzen in den Spielklassen sechs und sieben, in denen er 20 Tore machte. Zur Saison 2019/20 wechselte er zum Ligakonkurrenten USV Ragnitz. Für Ragnitz spielte er zwölfmal in der Unterliga. Nach dem COVID-bedingten Saisonabbruch beendete er seine Karriere.
Neben seiner Fußballkarriere spielte er über Jahre hinweg auch Futsal; dies zuletzt bis 2019/20 beim KMN Tomaž Šic Bar, mit dem er in die slowenische Erstklassigkeit aufgestiegen war.